# 铜尾蜂鸟
铜尾蜂鸟（学名：Saucerottia cupreicauda），又名铜色尾蜂鸟，是雨燕目蜂鸟科的一种鸟类。

## 分类
世界鸟类学家联合会（IOC）、Clements、世界鸟类手册（HBW）都承认铜尾蜂鸟是独立物种，美国鸟类学会的南美洲分类委员会仍将其视为绿腹蜂鸟的亚种。
- ：分布于委内瑞拉南部的帕卡赖马山脉。
- ：分布于委内瑞拉南部的杜伊达峰。
- ：分布于委内瑞拉南部的内布利纳峰。
- ：分布于委内瑞拉南部、圭亚那和巴西最北部。[6]